# 阿爾伯特·奈瑟
阿爾伯特·路德維希·西格斯蒙德·奈瑟 (德語：Albert Ludwig Sigesmund Neisser，1855年1月22日—1916年7月30日)是一位德國醫生，著名於淋病病原體的發現，並以他命名奈瑟氏球菌。

## 生平
```
   奈瑟生於德意志帝國西里西亞地區的施维德尼茲（Schweidnitz今
波蘭
希维德尼察
），是著名犹太医生莫里茨·奈瑟的儿子。在明斯特贝格完成小学学业后，奈瑟就读于布雷斯劳（现波兰弗罗茨瓦夫）的圣玛丽亚马格达莱纳学校。在这所学校里，他与医学史上的另一位伟人保罗·埃利希是同时代的人。1872年，他获得了高中毕业证书。
   奈瑟开始在布雷斯劳大学学习医学，但后来搬到埃尔兰根，于 1877 年完成学业。最初奈瑟想成为一名内科医生，但没有找到合适的地方。然而，他找到了工作，担任皮肤科医生奥斯卡·西蒙（ Oskar Simon ，1845-1892 年）的助手，专注于性传播疾病和麻风病。在接下来的两年里，他研究并获得了有关淋病病原体淋病奈瑟氏菌的实验证据。
   奈瑟也是麻风病病原体的共同发现者。1879 年，挪威医生格哈德·阿毛尔·汉森 (Gerhard Armauer Hansen)向年轻的奈瑟 (Neisser 曾到挪威拜访过他，为大约 100 名麻风病患者进行检查) 提供了一些患者的组织样本。奈瑟成功地对细菌进行了染色，并于1880年宣布了他的发现，声称发现了麻风病的发病机制。奈瑟和汉森之间存在一些冲突，因为汉森未能培养这种生物体并明确证明其与麻风病的联系，尽管他自 1872 年以来就观察到了这种细菌。
   1882年， 29岁的奈瑟被任命为大学特聘教授，并在布雷斯劳大学医院担任皮肤科医生。后来他被提升为医院院长。次年，他与托妮·奈瑟（娘家姓考夫曼）结婚。
   1898 年，Albert Neisser 发表了梅毒患者血清治疗的临床试验。他将梅毒患者的无细胞血清注射到因其他疾病入院的患者体内。这些患者大多数是妓女，她们既不知道实验的情况，也不征求她们的同意。当其中一些人感染梅毒时，奈瑟辩称，这些妇女并不是因为注射血清而感染梅毒，而是因为她们从事妓女而感染梅毒。[1]
   1905年和1906年，奈瑟前往爪哇，以研究梅毒从猿类到人类的传播可能性。后来，他与奥古斯特·保罗·冯·瓦瑟曼（ August Paul von Wassermann，1866-1925 年）合作开发了著名的梅毒螺旋体感染诊断测试，并测试了第一种梅毒化疗药物Salvarsan，该药物是由他的前同学Paul Ehrlich发现的1910 年。1907 年，奈瑟晋升为布雷斯劳皮肤病学和性传播疾病 普通教授。
   作为一名科学领袖，奈瑟也非常活跃。在公共卫生领域，他向公众大力推广预防和教育措施，并加强对妓女的卫生控制，以防治性病。他是 1902 年德国抗击性病协会和 1888 年德国皮肤病学会的 创始人之一。
   1916 年 7 月 30 日，奈塞尔在布雷斯劳因败血症去世，享年 61 岁。
```